# Heerlijkheid Wijlre
Wijlre was een heerlijkheid binnen het Heilige Roomse Rijk, gelegen in de huidige Nederlandse provincie Limburg. De heerlijkheid was niet bij een kreits ingedeeld.
Wijlre, nu een deel van Gulpen-Wittem,  wordt omstreeks 1040 vermeld. Sinds de twaalfde eeuw zijn er heren van Wijlre bekend. Omstreeks 1350 komt de halve heerlijkheid in het bezit van Frederik van Millendonk. Omstreeks 1400 is Hendrik Scheiffart van Merode de bezitter.
Gerard Scheiffart van Merode verkocht de heerlijkheid in 1489 aan Hendrik van Nesselrode, die in 1492 werd opgevolgd door Adriaan van Nesselrode. Vervolgens kwam de heerlijkheid aan Werner van Binsfeld (overleden in 1557). In 1652 stierf de familie Binsfeld met Willem Arnold uit, waarna Johan Arnold van Wachtendonk de heerlijkheid erft.
Johan Arnold werd opgevolgd door zijn zoon Willem Adolf Bertram, die regeerde van 1682 tot 1731. Vervolgens kwam diens dochter aan het bewind, Anna Catharina Elizabeth (1731-1735).
Anna werd opgevolgd door haar zoon Johan Hendrik van Bodden. De opvolging werd aangevochten door Herman Arnold van Wachtendonk, die door het rijkskamergerecht de heerlijkheid in 1755 kreeg toegewezen, waarna de macht moest worden overgedragen. Herman Arnold werd in 1768 opgevolgd door de zoon van zijn zuster: Lodewijk Antoon Joseph van Blanckart.
In 1781 komt de definitieve uitspraak van het rijkskamergerecht. De heerlijkheid werd nu toegewezen aan de erfgenamen van Johan Hendrik van Bodden, Christina de Bounam en haar tante Theodora van Bodden. De beide dames regeerden gemeenschappelijk tot de dood van Theodora in 1786. Christina regeerde nog door tot 1790 en verkocht de heerlijkheid toen aan Jacobus Josephus van Klein onder voorbehoud van het vruchtgebruik gedurende haar leven. Jacobus Josephus heeft de heerlijkheid nooit ten volle in bezit gekregen, want in 1795 werd de heerlijkheid bij Frankrijk ingelijfd.
Het Congres van Wenen voegde de voormalige heerlijkheid bij het Verenigd Koninkrijk der Nederlanden.
In de 20e eeuw waren heerlijkheid en kasteel eigendom van het echtpaar jhr. George Louis van der Maesen de Sombreff (1885-1955), diplomaat en Hubertine Josefine Johanna Albertine Maria Cassalette, vrouwe van Wijlre (1886-1978).